# Király Pál (helytörténész)
Király Pál erzsébetvárosi tanár, az erdélyi magyarság történetének megírására 1925-ben a Magyar Kisebbség részéről kiírt pályázat I. díjának nyertese. A bíráló bizottság tagjai voltak: Karácsonyi János, Kelemen Lajos, Krenner Miklós. A Bánffy Ferenc felajánlotta jutalomdíjban részesült.